# Pelourinho
Pelourinho, nazywane też Pelô – nazwa dzielnicy w Salvadorze, w stanie Bahia w Brazylii. Znajduje się na terenie Historycznego Centrum. Zajmuje powierzchnię 78,28 ha lub 0,78 km², a liczba ludności wynosi 5,985, wg spisu z 2010 r. W skład Pelourinho wchodzi zespół odrestaurowanych budynków z epoki kolonialnego baroku. Ta część miasta została w 1985 r. wpisana na listę Światowego Dziedzictwa UNESCO. Pelourinho często jest mylone z całym Historycznym Centrum.

## Nazwa
Nazwa “pelourinho” oznacza pręgierz, czyli kamienną lub drewnianą kolumnę, która służyła jako miejsce karania niewolników. Karano tam również pospolitych przestępców. Portugalczycy wznosili pręgierze w wielu miastach w kolonialnej Brazylii. Pierwszy pręgierz zainstalowano w Salvadorze w XVI wieku. Początkowo znajdował się na głównym placu, który obecnie nosi nazwę Praça Thomé de Sousa. Pręgierz został kilka razy przenoszony w różne miejsca, a na Pelourinho trafił w 1807 r. i przetrwał tam przez kolejne 30 lat, czyli do momentu, kiedy ten typ kary został zniesiony. Przypuszczalnie pręgierz z Salvadoru był wykonany z marmuru, podobnie jak ten, który do dzisiaj zachował się w mieście Cidade Velha w Republice Zielonego Przylądka.
Innym możliwym wyjaśnieniem nazwy “pelourinho” jest jej pochodzenie od portugalskiego słowa “pelouro”, co oznacza woskową kulę, zawierającą głosy radnych miasta - w epoce kolonialnej Pelourinho było miejscem, gdzie informowano obywateli o wynikach głosowania rady miasta.

## Położenie
Pelourinho znajduje się w Historycznym Centrum Salvadoru i graniczy z następującymi dzielnicami: Pilar, Santo Antônio i Barbalho (na północy), placem Sé i dzielnicą Saúde (na południu), Comércio (na zachodzie) i Sete Portas (na wschodzie). Uliczki Pelourinho są w większości wąskie, a część z nich jest brukowana.

## Historia
Pelourinho jest pierwszą dzielnicą Salvadoru - miasta założonego w 1549 r. przez pierwszego gubernatora Brazylii, Tomé de Sousa. Posiada strategiczne położenie, na wzgórzu z widokiem na port. Początkowo Pelourinho było dzielnicą mieszkalną, w XVII wieku dzielnicy zaczęto wznosić kościoły i okazałe posiadłości, a w XIX wieku rozwinął się tu handel. W połowie XX wieku, wraz z rozwojem innych dzielnic i rozrastaniem się miejskiej infrastruktury, gospodarka Pelourinho zaczęła podupadać, rozkwitła za to aktywność kulturalna, zwłaszcza związana z dziedzictwem afrykańskim. W latach 80. wraz z wpisaniem zespołu architektonicznego na Pelourinho na listę światowego dziedzictwa UNESCO oraz w latach 90., gdy dzielnica została zrewitalizowana, nastąpił rozwój aktywności kulturalnych. W latach 2000–2013 dzielnica ponownie została zaniedbana przez lokalne władze, co spowodowało narastanie problemów społecznych, takich jak wzrost przestępczości.
Obecnie władze miasta zapoczątkowały nowy etap rewitalizacji, którego elementem jest program Pelourinho Dia e Noite (Pelourinho Dniem i Nocą). Jego celem jest polepszenie lokalnej infrastruktury, a także promocja inicjatyw związanych z edukacją, kulturą, ochroną zdrowia i rozrywką.

## Pelourinho dzisiaj

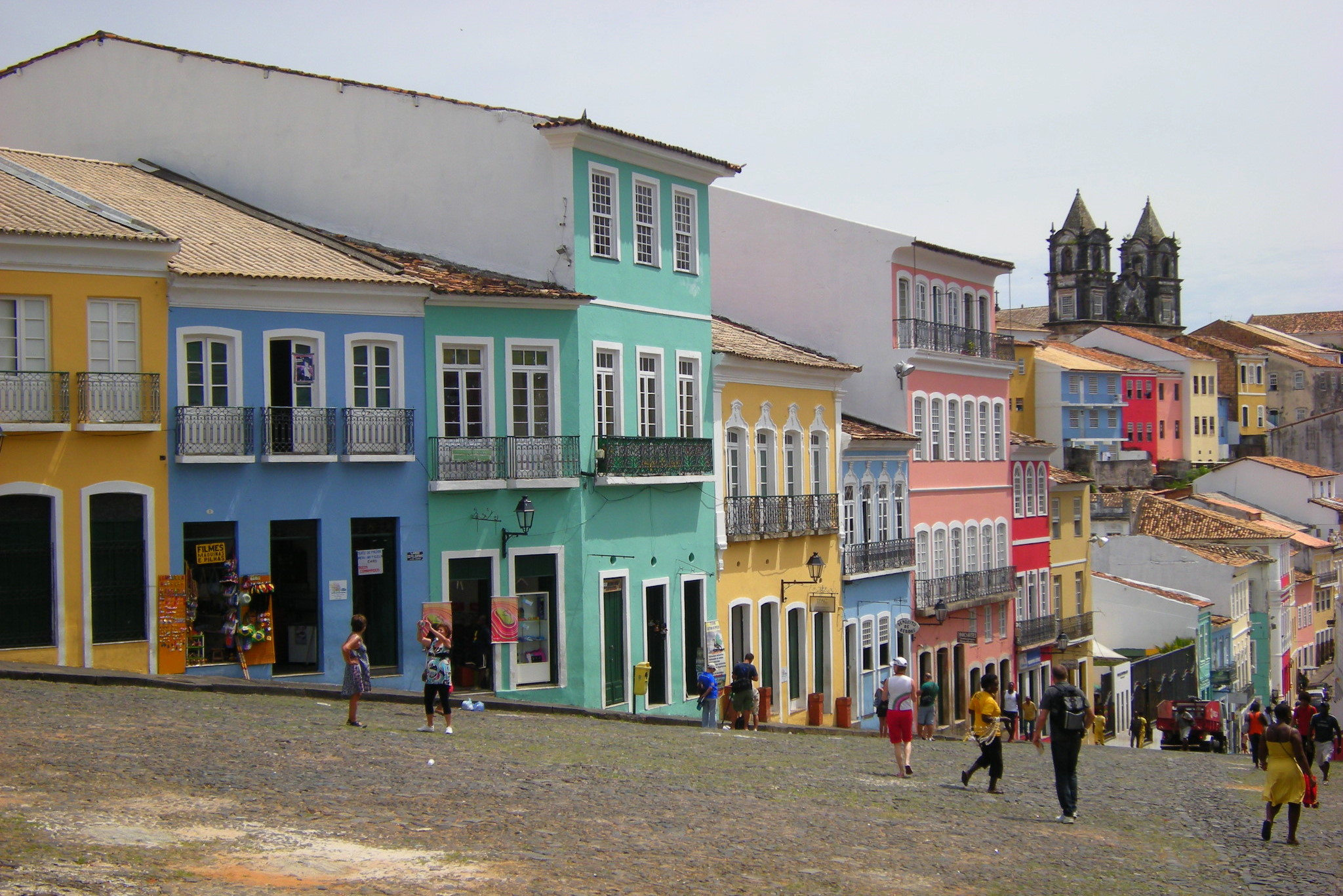
Pelourinho

Pomimo wciąż istniejących problemów z bezpieczeństwem na terenie dzielnicy, które władze miasta próbują rozwiązać Pelourinho jest jednym z najpopularniejszych turystycznie miejsc w Salvadorze. Znajdują się tu liczne hotele, restauracje, placówki usługowe, muzea, teatry i zabytki. Odbywa się tu wiele wydarzeń kulturalnych, takich jak na przykład przemarsze bloków karnawałowych, koncerty muzyczne, próby zespołu Olodum. Pelourinho jest siedzibą wielu organizacji i grup związanych z kulturą afrobrazylijską: szkół capoeiry, szkoły i teatru Olodum, bloków karnawałowych, w tym tych związanych z religią candomblé, na przykład Filhos de Gandhy.

## Pelourinho w muzyce i filmie
- Menino do Pelô, piosenka w wykonaniu Danieli Mercury i Olodum
- Protesto do Olodum, piosenka Olodum
- Ladeira do Pelô, piosenka zespołu Banda Mel
- Karnawał, chłopaku!, film w reżyserii Monique Gardenberg
- Nagranie teledysku They Don't Care About Us, Michaela Jacksona
- Nagranie teledysku Mal Acostumbrado, Julio Iglesiasa
- Nagranie teledysku The Obvious Child, Paula Simona
- Haiti, piosenka Caetano Veloso i Gilberto Gila
- Ao Vivo no Pelourinho, album zespołu Babado Novo